# Troc de vêtements
 (août 2018).
Si vous disposez d'ouvrages ou d'articles de référence ou si vous connaissez des sites web de qualité traitant du thème abordé ici, merci de compléter l'article en donnant les références utiles à sa vérifiabilité et en les liant à la section « Notes et références ».

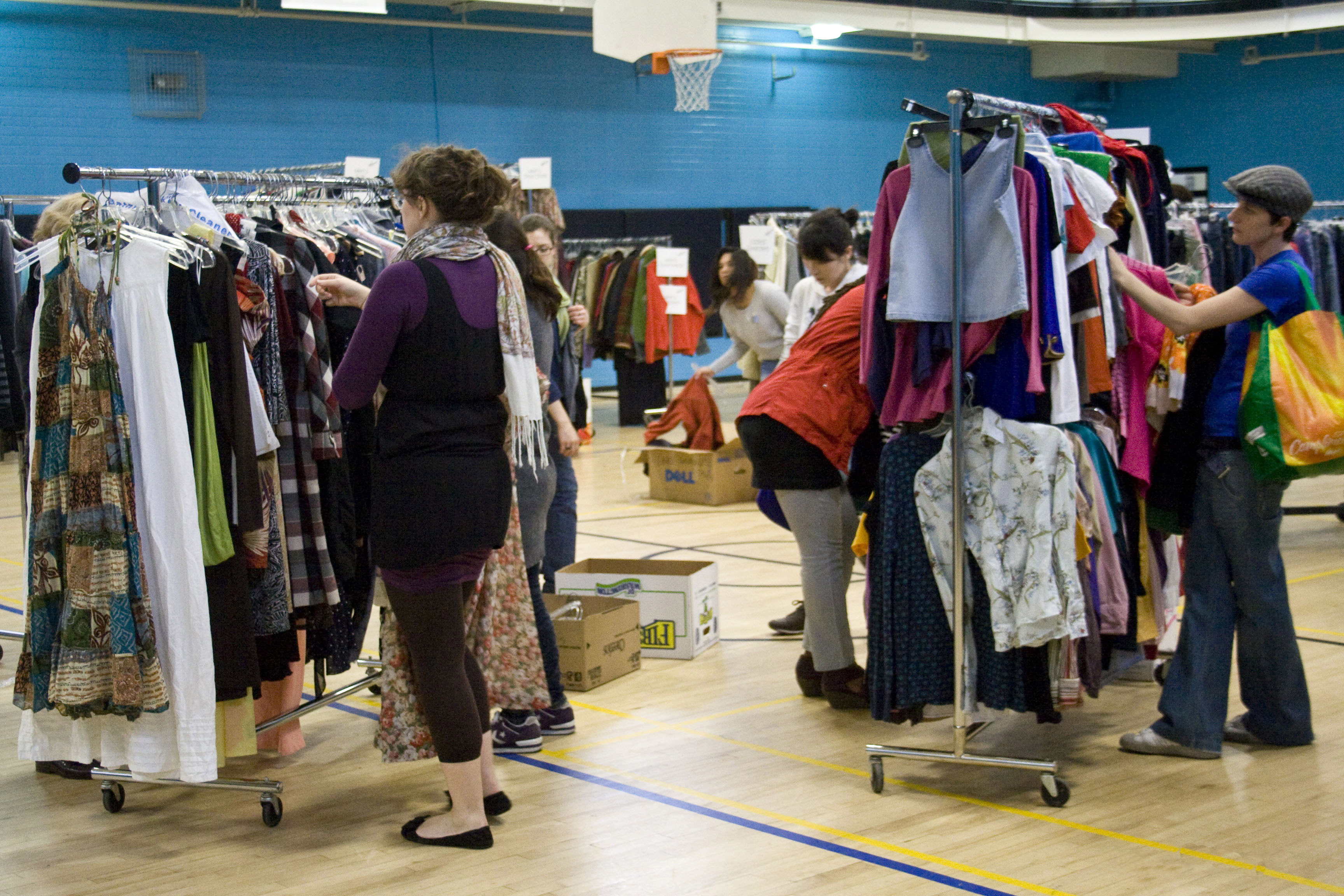
Organisation d'une bourse aux habits au Canada.

Le troc de vêtements ou bourse aux habits est un échange de vêtements (de valeur mais inutilisés) contre des vêtements (qui seront utilisés).
Les échanges de vêtements sont considérés comme un bon moyen de changer sa garde-robe, de faire des économies et comme un acte d'écologie.

## Description
Le troc de vêtements est également utilisé pour se débarrasser et obtenir des vêtements spécialisés (par exemple, des vêtements des marques ou des habits pour enfants). Des entreprises ont lancé leur site de troc en ligne comme Armadio Verde ou Vinted.
Il existe de nombreux groupes organisant des échanges de vêtements, parfois afin de recueillir des fonds et des vêtements pour des associations caritatives. 